# ليانا سالازار
ليانا ميلينا سالازار فيرغارا (من مواليد 16 سبتمبر 1992) هي لاعبة كرة قدم كولومبية محترفة تلعب في مركز الوسط لنادي نيوم في دوري الدرجة الأولى السعودي للسيدات، كما تمثل منتخب كولومبيا الوطني للسيدات. شاركت مع منتخب بلادها في دورة الألعاب الأولمبية الصيفية 2012.
على مستوى الجامعات، لعبت لصالح جامعة كانساس في الولايات المتحدة.